# ブルーボネット (植物)

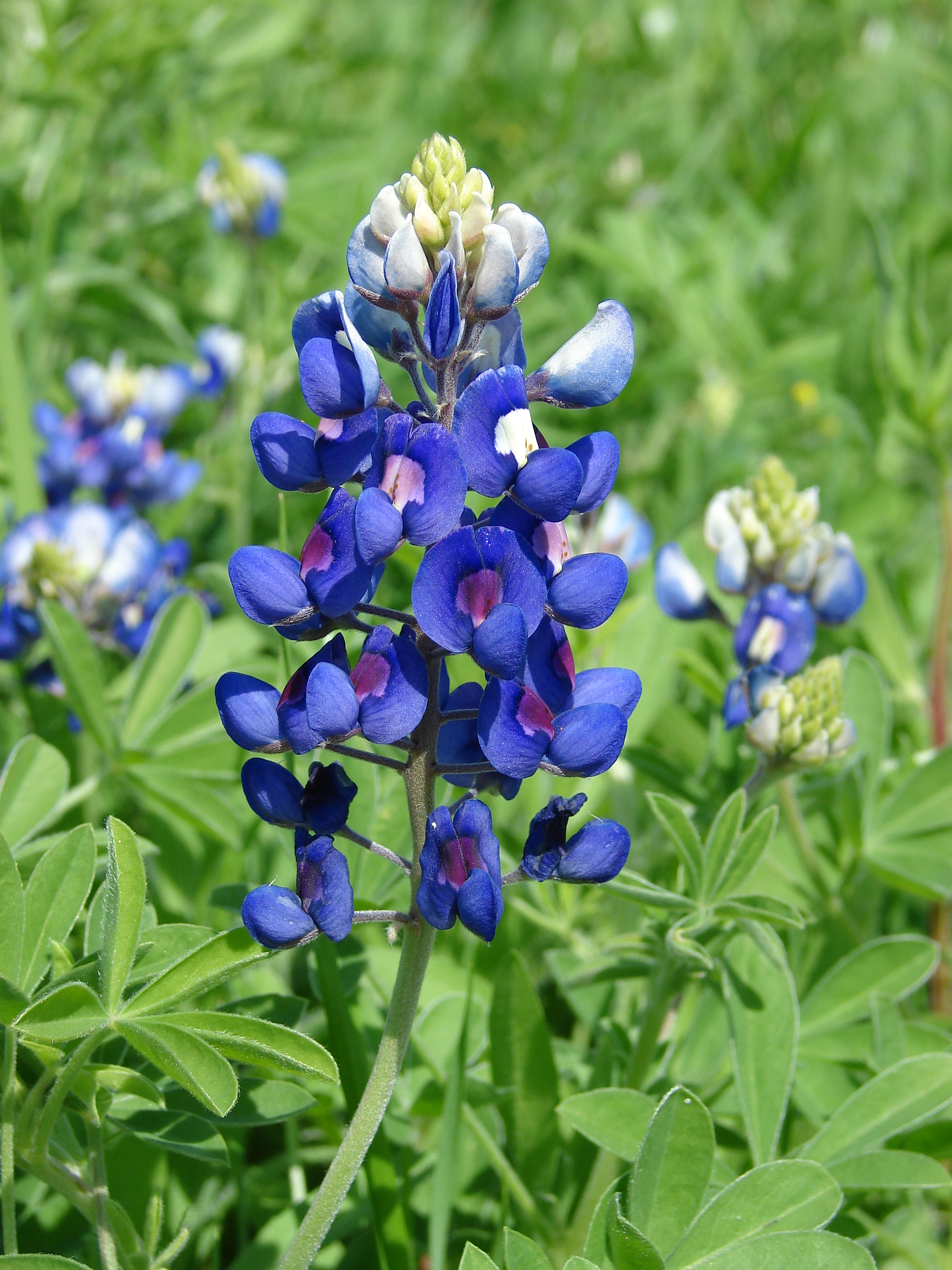
テキサス・ブルーボネット

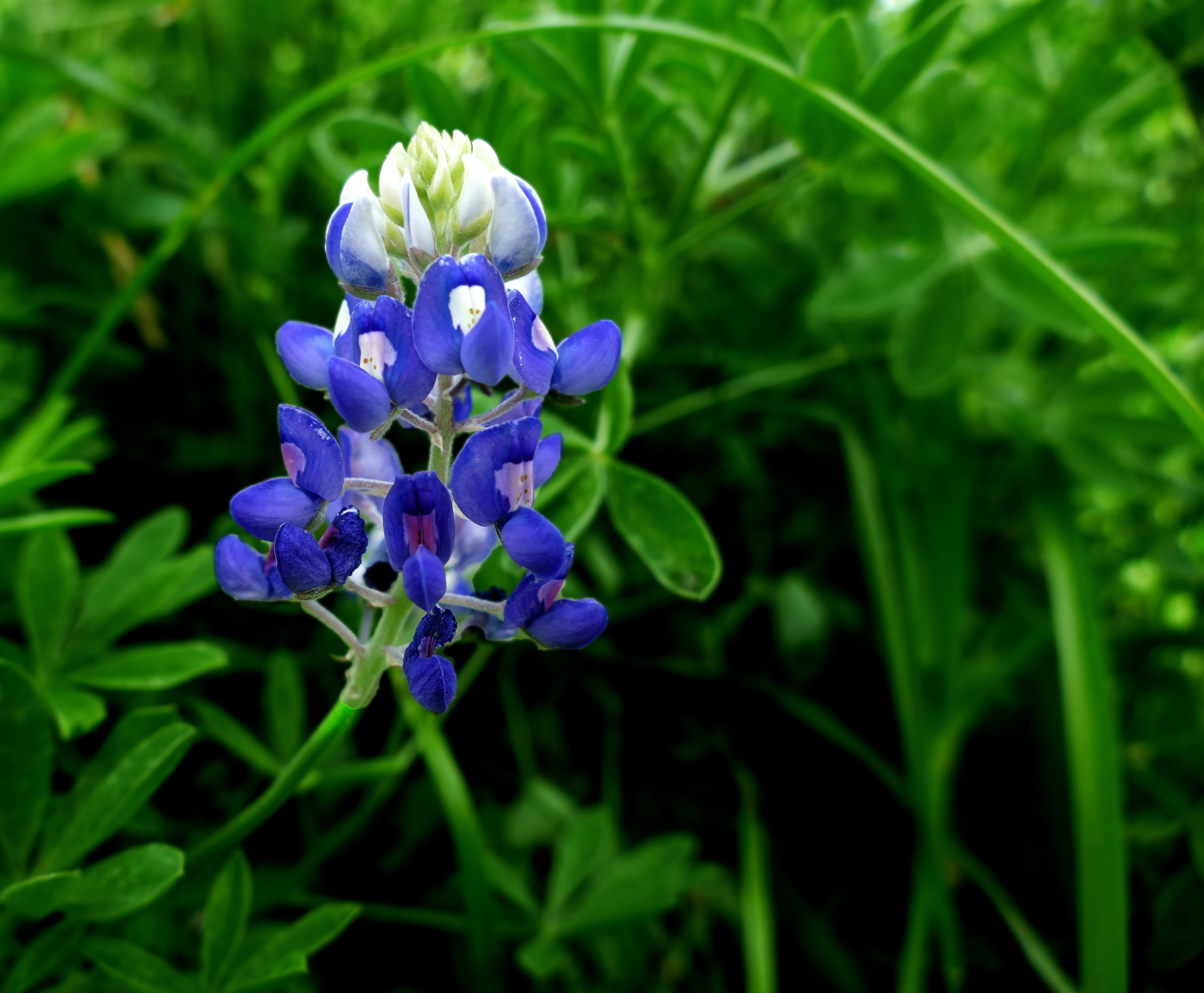
ルピナス属テキサス・ブルーボネット

ブルーボネット（英: Bluebonnet）は、ルピナス属の紫や青の花をつける数多くの種のうちのいくつかに与えられる名前。アメリカ合衆国南西部に非常に多く見られ、テキサス州の州花として知られる。花びらの形がアメリカへの入植者の女性の日よけの帽子であるボネットに似ていることから名付けられた。
ブルーボネットと呼ばれる種には以下のものも含まれる:
- Lupinus argenteus, silvery lupine
- Lupinus concinnus, Bajada lupine
- Lupinus havardii, Big Bend bluebonnet or Chisos bluebonnet
- Lupinus perennis, wild lupine or blue lupine
- Lupinus plattensis, Nebraska lupine
- Lupinus subcarnosus, sandyland bluebonnet or buffalo clover
- Lupinus texensis, Texas bluebonnet or Texas lupine

1901年3月7日、Lupinus subcarnosusのみがテキサス州花として認められた。しかしテキサス州民の多くがLupinus texensisを好んでいたとされ、1971年にテキサス州議会は州内で見ることができるルピナス属の類似のいずれの種も州花と呼ぶことにした。テキサス州民の間でブルーボネットを摘むことは違法であると信じられているが、都市伝説であってブルーボネットを摘むことを禁ずる法律は存在しない。
アメリカ合衆国第36代大統領リンドン・ジョンソンの妻であるレディ・バード・ジョンソンのハイウェイ美化法の尽力により、夫の大統領退任後にテキサス州内のハイウェイ沿いに在来種の植物を植えることを推奨した。以来、春になるとブルーボネットの花がこれらのハイウェイ沿いに満開になる。家族写真の背景として人気で、公安局はハイウェイでの停車に安全を呼びかけている。

## メディア

### 書籍
- 1983年: 『The Legend of the Bluebonnet』トミー・デパオラ（英語版）

### カレッジ・フットボール
1959年から1987年の12月下旬、テキサス州ヒューストンにて「ブルーボネット・ボウル」という名のボウル・ゲームが行なわれていた。